# Миловидов, Николай Николаевич (архитектор, 1927)
Николай Николаевич Миловидов (12 октября 1927, Москва — 8 марта 2002, Москва) — советский и российский архитектор и педагог. Соавтор многих памятников и монументов. Заслуженный деятель искусств РСФСР (1980), заслуженный деятель искусств Узбекской ССР (1962), заслуженный деятель искусств Якутской АССР (1967). Лауреат Государственной премии Узбекской ССР (1964). Академик Академии коммунального хозяйства, профессор.

## Биография
Родился 12 октября 1927 года в Москве в семье адвоката по уголовным делам Николая Николаевича Миловидова и его жены Василисы Герасимовны Таргуловой. В 1951 году окончил Московский архитектурный институт. С 1951 по 1955 год работал в мастерской В. А. Веснина, где проектировал жилые и общественные здания. В частности, проектировал жилые кварталы и общественные здания для города Новокуйбышевска. Со студенческих времён участвовал в различных конкурсах, становился лауреатом премий.
Получил известность как соавтор множества памятников и монументов, установленных в разных городах СССР. Над многими памятниками работал вместе с архитектором С. С. Ожеговым.
В 1957 году окончил аспирантуру МАРХИ. С 1955 года, учась в аспирантуре, начал преподавать в МАРХИ. После окончания аспирантуры преподавал в ВЗИСИ (ныне Московская государственная академия коммунального хозяйства и строительства). С 1976 года до конца жизни заведовал кафедрой архитектуры ВЗИСИ. Автор ряда учебных пособий по архитектуре.
Жил в Москве по адресу: улица Арбат, 18. Умер 8 марта 2002 года. Похоронен на Армянском кладбище Москвы.

## Работы

### Памятники

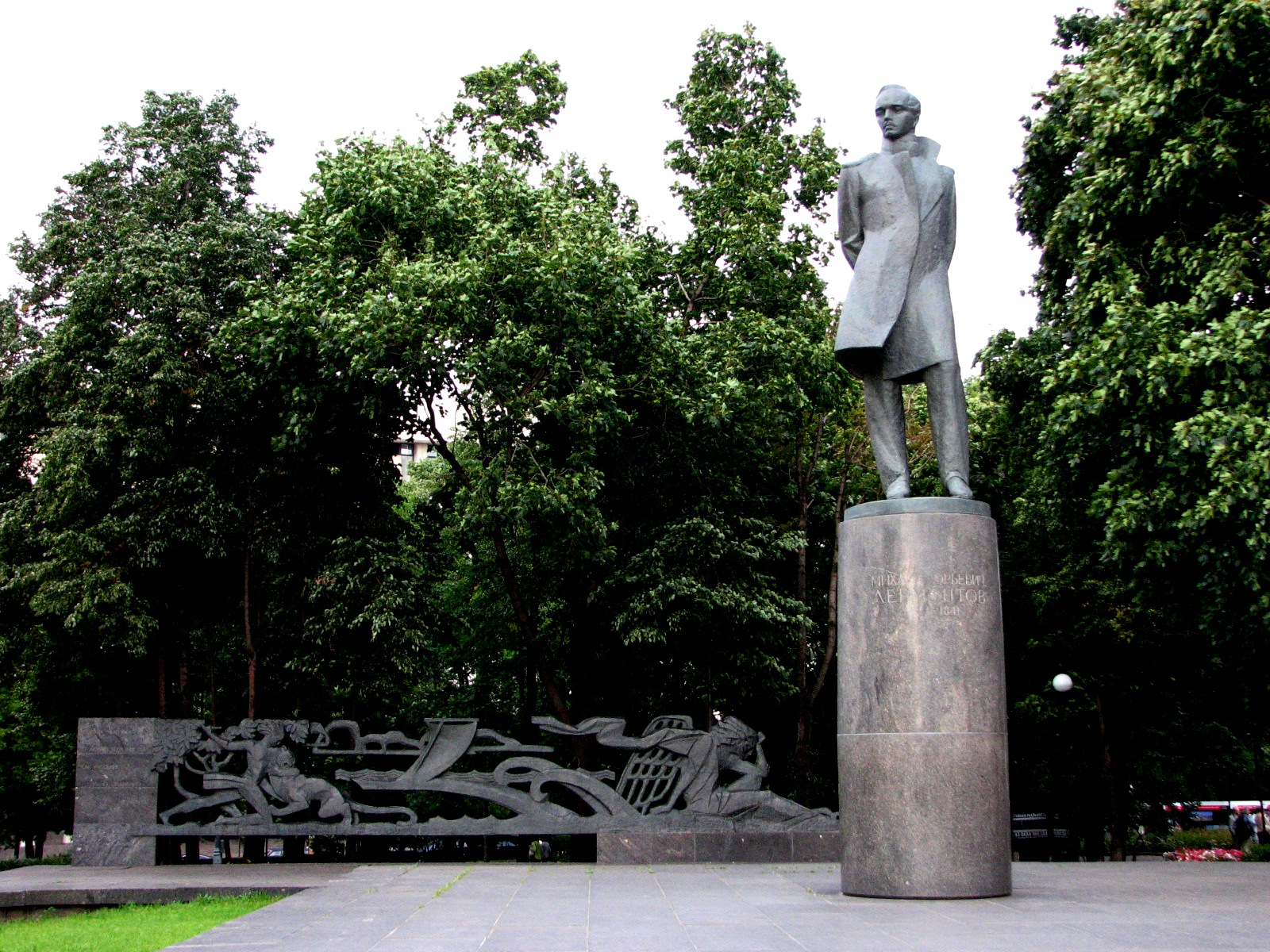
Памятник М. Ю. Лермонтову в Москве

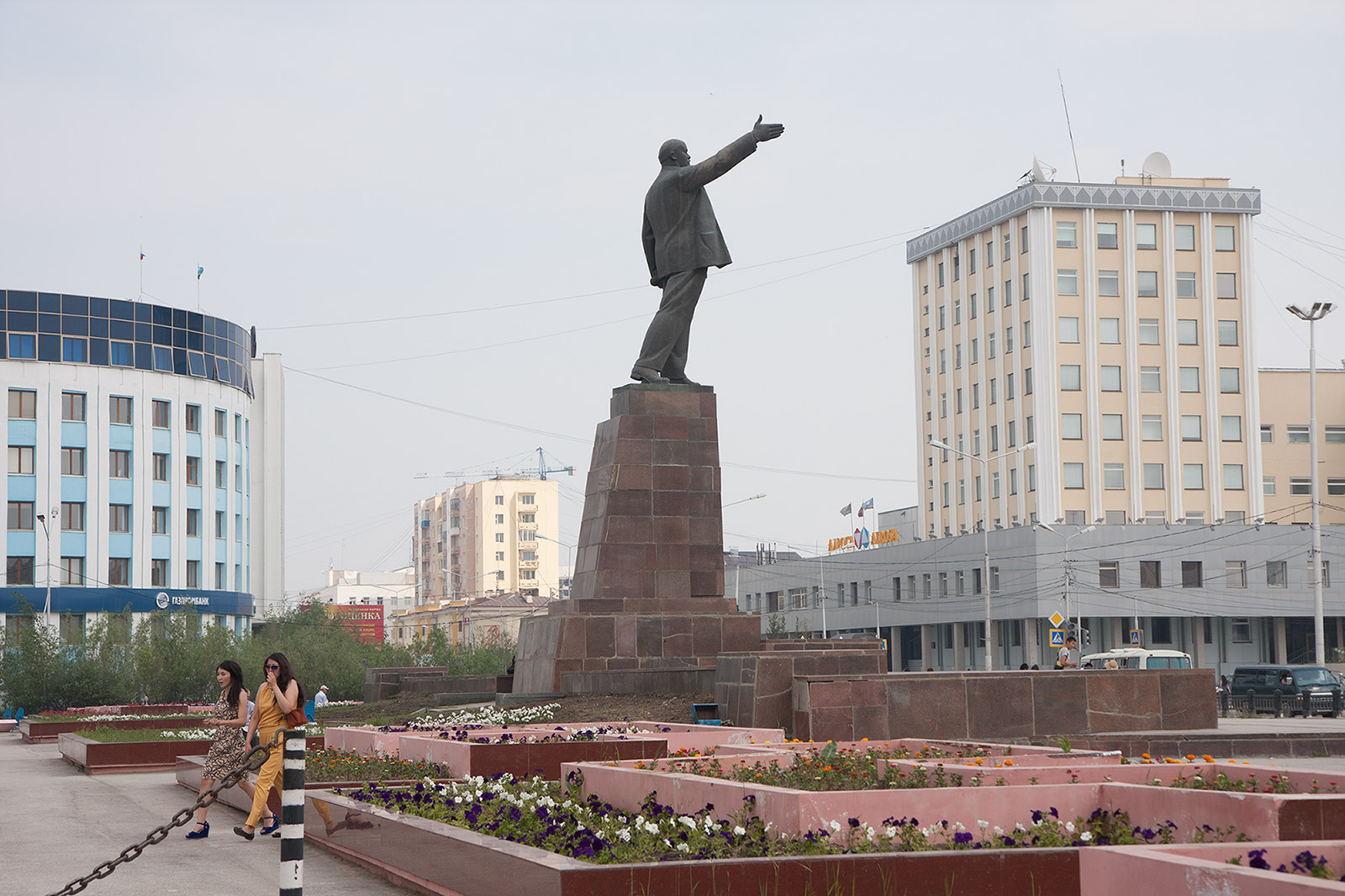
Памятник В. И. Ленину в Якутске

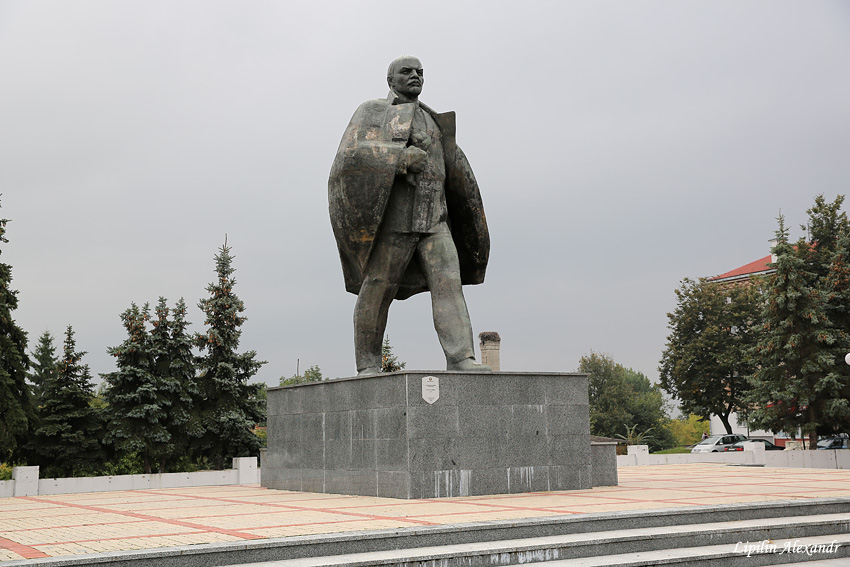
Памятник В. И. Ленину в Пинске

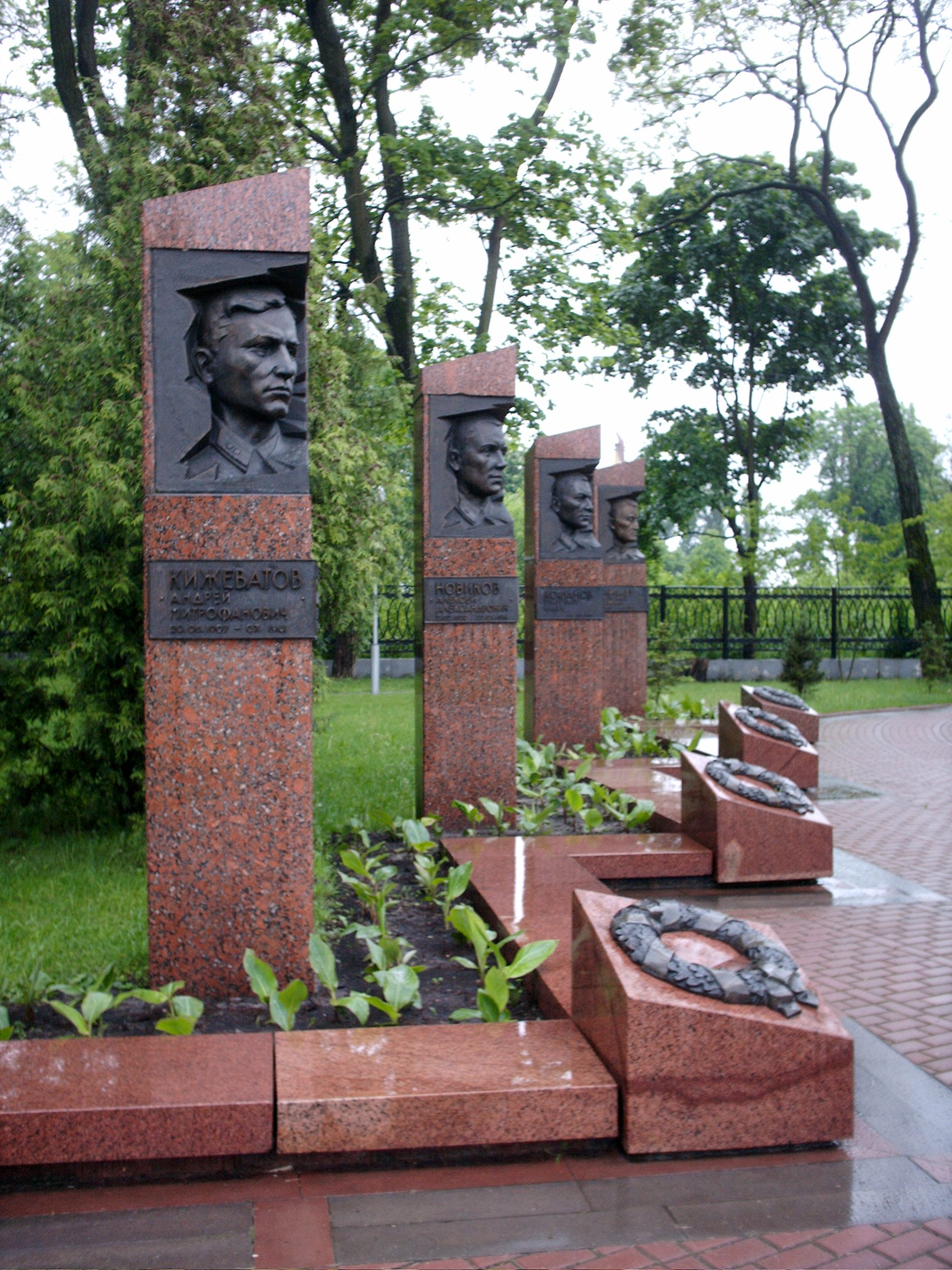
Мемориал «Стражам границ» в Бресте

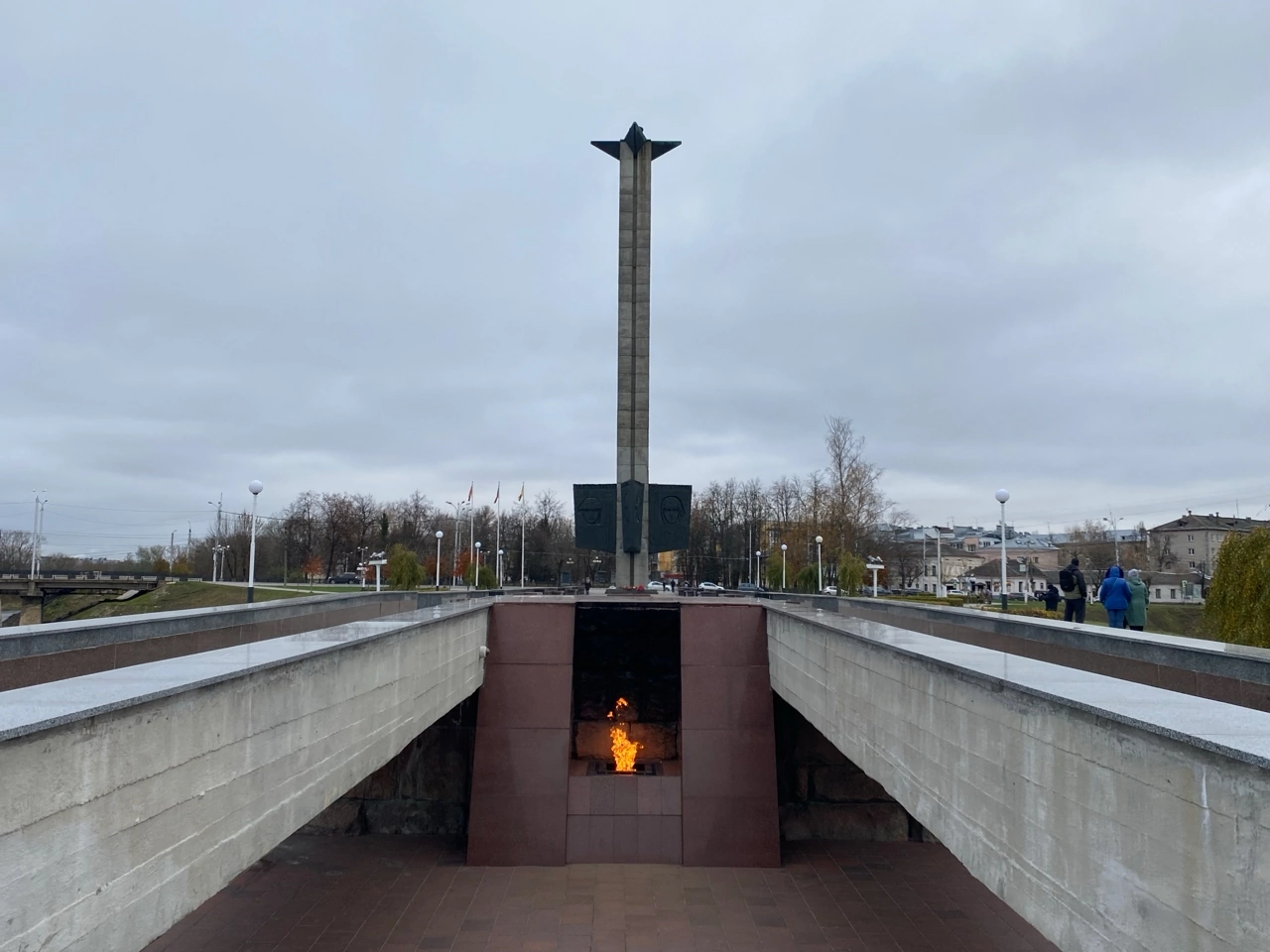
Обелиск Победы в Твери

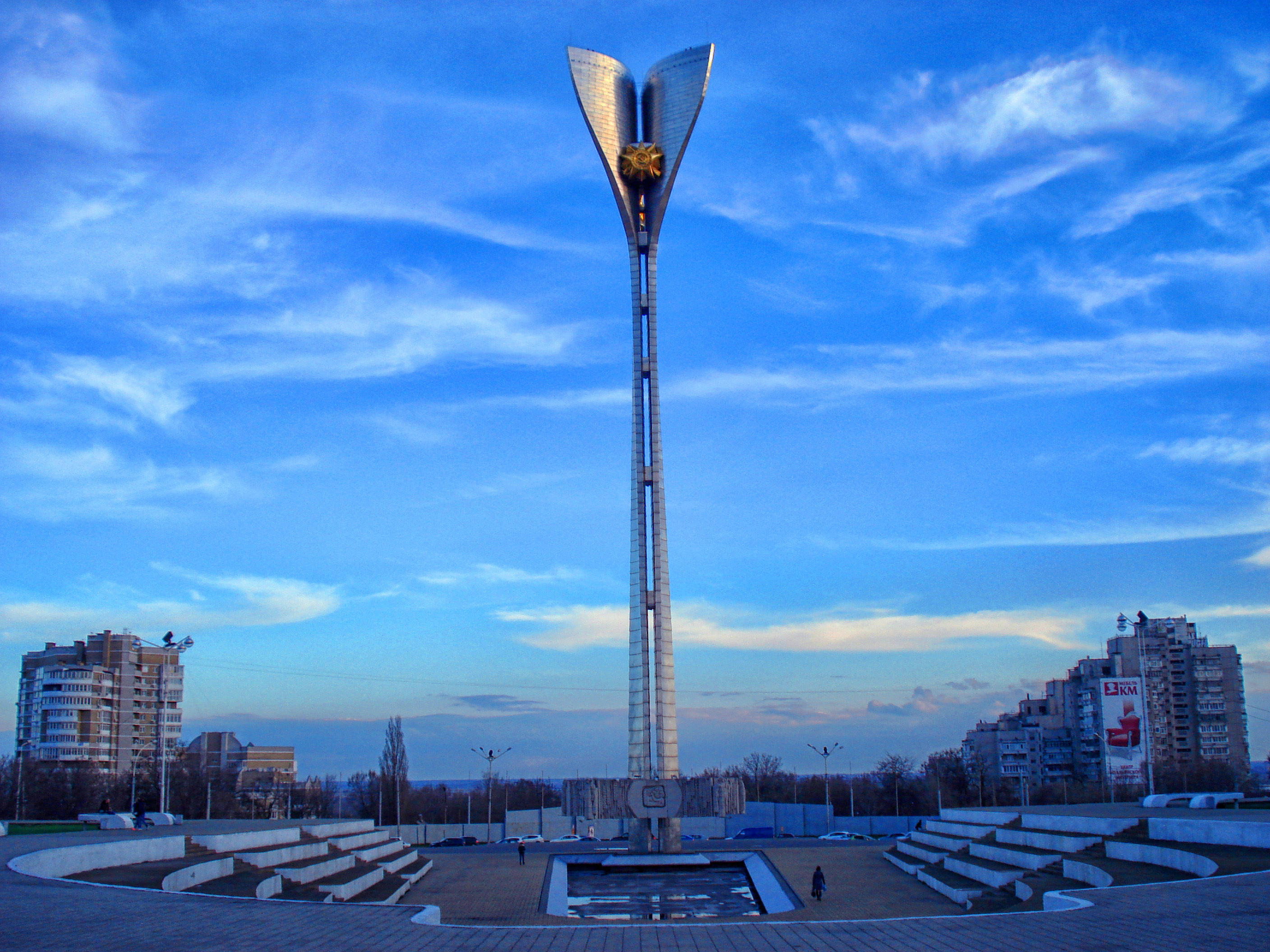
Стела «Освободителям Ростова»

Вечный огонь в городе Узловая

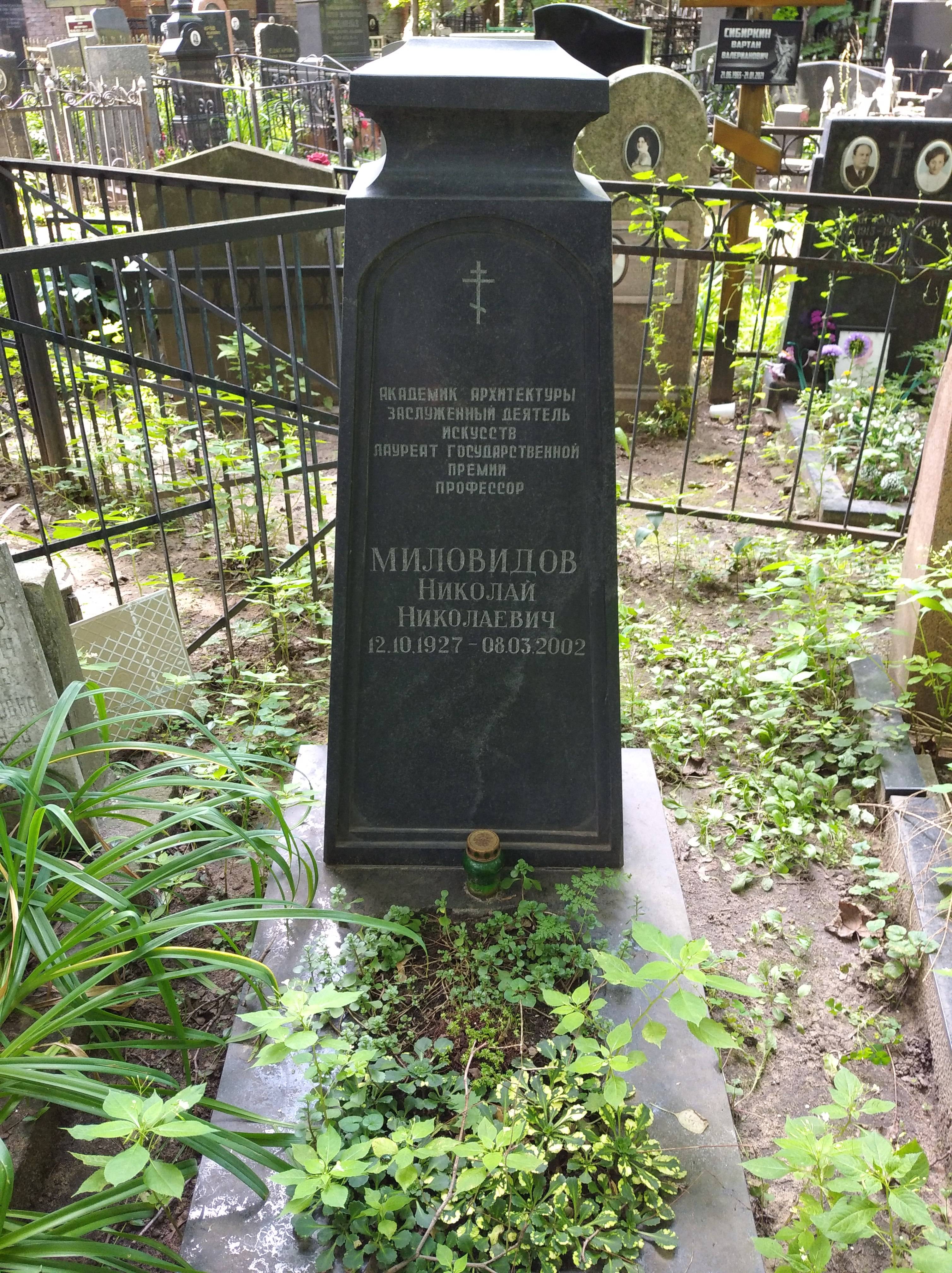
Могила Н. Н. Миловидова

- Памятник-бюст П. П. Белоусову в центральном парке Тулы (1960; совместно со скульптором Д. И. Народицким)[5]
- Памятник В. И. Ленину в Барановичах (1960; совместно со скульптором М. С. Альтшулером, архитекторами С. С. Ожеговым, А. Г. Мареничем[бел.])
- Памятник 14 туркестанским комиссарам в городе Ташкенте (1962; совместно со скульптором Д. Б. Рябичевым и архитектором С. С. Ожеговым)[6]
- Памятник В. И. Ленину в Ростове-на-Дону (1963; совместно со скульптором И. Д. Бродским и архитектором С. С. Ожеговым)[7]
- Проект памятника героям Бреста (1964; совместно со скульптором М. С. Альтшулером, архитекторами А. И. Макаровым[бел.], А. Г. Мареничем, Г. Е. Саевичем, М. Н. Былинкиным)[8]
- Памятник Освобождения в Барановичах (1964; совместно со скульптором М. С. Альтшулером, архитекторами А. Г. Мареничем, А. И. Макаровым)
- Памятник Освобождения[бел.] в Бресте (1965; совместно со скульптором М. С. Альтшулером, архитектором А. В. Горбачёвым[бел.])
- Памятник М. Ю. Лермонтову в Москве (1965; совместно со скульптором И. Д. Бродским, архитекторами Г. Е. Саевичем, А. В. Моргулисом)[9]
- Памятник «Первым комсомольцам Якутии» (1966, совместно со скульптором Ю. Г. Неродой и архитектором С. С. Ожеговым)[10]
- Памятник В. И. Ленину в Якутске (1967, совместно со скульптором Ю. Д. Стручковым и архитектором С. С. Ожеговым)[2]
- Вечный огонь в городе Узловая (1967, совместно с архитектором С. С. Ожеговым)
- Монумент защитникам Тулы (1968, совместно со скульптором Б. И. Дюжевым и архитектором Г. Е. Саевичем)[5]
- Памятник В. И. Ленину[бел.] в Пинске (1970; совместно со скульптором М. С. Альтшулером, архитектором В.С.  Макориным[бел.])[8]
- Обелиск Победы в Твери (1970; совместно со скульпторами И. М. Рукавишниковым, А. Н. Филипповой, архитектором Г. Е. Саевичем, инженерами В. С. Кадиком, М. С. Шумиловым)[11]
- Мемориальный комплекс «Урочище Гай» в Барановичах (1972; совместно со скульптором М. С. Альтшулером, архитекторами А. И. Макаровым, А. Г. Мареничем)[8]
- Мемориал «Стражам границ» в Бресте (1972; совместно со скульптором М. С. Альтшулером, архитектором А. В. Горбачёвым)[8]
- Комплекс «Победа» в городе Бука Узбекской ССР (1972; совместно с архитекторами Э. М. Барклаем, С. Р. Адыловым; ныне демонтирован)
- Монумент Славы на площади Победы в Коврове (1978)
- Въездной знак в Бресте (1979; совместно со скульптором М. С. Альтшулером)[8]
- Памятник Чокану Валиханову в мемориальном комплексе Алтын-Эмель в Талды-Курганской области Казахстана (1980; совместно со скульптором И. М. Рукавишниковым)[12]
- Памятник-обелиск на могиле генерала Н. Ф. Иконникова в сквере Иконникова в Бресте (1982; совместно со скульптором М. С. Альтшулером и архитектором В. Гопиенко)[13]
- Стела «Освободителям Ростова» (1983; совместно со скульпторами И. М. Рукавишниковым и А. Н. Филипповой)
- Монумент героям-металлургам в Новокузнецке (1985; совместно со скульптором Д. И. Народицким)[14]
- Проект монумента Победы на Поклонной горе в Москве (1990-е; совместно с архитекторами Ю. В. Ранинским, В. И. Косаржевским и С. С. Ожеговым)[4]

### Мемориальные доски
- Мемориальная доска учёному в области животноводства И. С. Попову (1966; Москва, Тимирязевская ул., дом 54)[15]
- Мемориальная доска Народному артисту СССР М. Ф. Астангову (1974; совместно со скульптором И. М. Рукавишниковым; Москва, Ленинский просп., дом 25)[15]
- Мемориальная доска живописцу И. И. Левитану (1975; совместно со скульптором И. М. Рукавишниковым; Москва, Большой Трёхсвятительский пер., дом 1, стр. 2)[15]
- Мемориальная доска оториноларингологу Б. С. Преображенскому (1976; Москва, Ленинский просп., дом 8, корп. 12)[15]
- Мемориальная доска академику И. Г. Петровскому (1976; совместно со скульптором И. М. Рукавишниковым; Москва, Ленинские Горы, дом 1)[15]
- Мемориальная доска инфекционисту Г. П. Рудневу (1978; Москва, 2-й Боткинский пр., дом 5, корп. 7)[15]
- Мемориальная доска учёному П. П. Будникову (1979; Москва, Троилинский пер., дом 3)[15]
- Мемориальная доска профессору В. Н. Болтинскому (1980; Москва, Лиственничная аллея, дом 7)[15]
- Мемориальная доска Герою Социалистического Труда Г. А. Титову (1981; совместно со скульптором Б. И. Дюжевым)
- Мемориальная доска маршалу В. Д. Соколовскому (1983; Москва, Хлебный пер., дом 26)[15]
- Мемориальная доска поэту К. Н. Батюшкову в чешском городе Карловы Вары (1986; совместно с скульптором Г. Д. Распоповым)
- Мемориальная доска Народному артисту СССР Б. Ф. Андрееву (1987; совместно с художником В. А. Матвеевым; Москва, Большая Бронная ул., дом 2/6)[15]

### Надгробия
- Надгробие генерал-лейтенанту А. И. Благонравову на Новодевичьем кладбище (совместно со скульптором И. М. Рукавишниковым)[16]
- Надгробие генерал-полковнику М. С. Громадину на Новодевичьем кладбище (совместно со скульптором И. М. Рукавишниковым)[16]
- Надгробие артисту цирка Л. Г. Енгибарову на Ваганьковском кладбище (совместно со скульптором Н. Б. Никогосяном)
- Надгробие главному маршалу авиации П. Ф. Жигареву на Новодевичьем кладбище (совместно со скульптором И. М. Рукавишниковым)[16]
- Надгробие Народной артистки СССР А. П. Зуевой на Новодевичьем кладбище[16]
- Надгробие Народного артиста СССР П. М. Казьмина на Новодевичьем кладбище
- Надгробие философу и экономисту В. Н. Сарабьянову в колумбарии Новодевичьего кладбища[16]
- Надгробие доктору технических наук профессору А. Е. Страментову на Новодевичьем кладбище[16]
- Надгробие архитектору Ю. С. Яралову на Армянском кладбище

### Реконструкция зданий
- Дом культуры с залом на 1200 мест, Нижневартовск (1989—1991; совместно с А. М. Ладуром)
- Жилой дом XIX века, Смоленск, улица Дзержинского, 8 (1991; совместно с А. Н. Белкиным)
- Доходный дом, Москва, улица Щипок, 20 (1991—1992)
- Усадьба Татаринова-Егорова XVIII—XIX веков, Москва, Дмитровский переулок, 3с4 (1994; совместно с Г. Кочетковым и С. Москаленко)
- Доходный дом, Москва, улица Александра Солженицына, 14с1. (1995; совместно с Г. Кочетковым и С. Москаленко)
- Офисное здание, Москва, Никитский переулок, 4 (1996—1998; совместно с Г. Кочетковым и С. Москаленко)
- Здание, Москва, 1-й Монетчиковский переулок, 5с1 (1997—1999; совместно с Г. Кочетковым и С. Москаленко)

### Декоративное оформление зданий и улиц
- Декоративное оформление Пушкинской площади в Москве «Сказки Пушкина» к VI фестивалю молодёжи и студентов (1957; совместно с архитекторами С. С. Ожеговым и Ю. В. Ранинским)
- Декоративное оформление Страстного бульвара в Москве «Русские народные сказки» к VI фестивалю молодёжи и студентов (1957)
- Живописно-декоративное панно «Остров буян» (1957; совместно с архитектором С. С. Ожеговым и художником К. А. Невменко)
- Живописно-декоративное панно «Сказочный флот» (1957; совместно с архитектором С. С. Ожеговым и художником К. А. Невменко)
- Скульптурное панно «Спорт» для стадиона «Динамо» в Москве площадью 53 м² (1962; совместно со скульптором П. В. Даниловым)
- Витражные композиции «Спорт» для Ледового дворца ЦСКА в Москве (1989—1991; совместно с А. М. Ладуром)
- Витражные композиции для здания Павелецкого вокзала в Москве (1991; совместно с А. М. Ладуром)

### Медали
- Нагрудная наградная медаль «Заслуженный артист РСФСР» (эскиз и модель; тираж 1976—1980)[2]
- Нагрудная наградная медаль «Народный артист РСФСР» (эскиз и модель; тираж 1976—1980)[2]
- Нагрудная наградная медаль «Заслуженный художник РСФСР» (эскиз и модель; тираж 1976—1980)
- Нагрудная наградная медаль «Народный художник РСФСР» (эскиз и модель; тираж 1976—1980)
- Нагрудная наградная медаль «Заслуженный деятель искусств РСФСР» (эскиз и модель; тираж 1976—1980)[2]
- Нагрудная наградная медаль «Заслуженный работник культуры РСФСР» (эскиз и модель; тираж 1976—1980)

## Награды и звания
- Заслуженный деятель искусств РСФСР (1980)[3][17]
- Заслуженный деятель искусств Узбекской ССР (1962)[3]
- Заслуженный деятель искусств Якутской АССР (1967)[3]
- Государственная премия Узбекской ССР имени Хамзы (1964)[3]
- Академик Академии коммунального хозяйства[3]
- Советник Российской академии архитектуры и строительных наук
- Профессор[3]

## Семья
- Жена — Евгения Петровна Миловидова (урождённая Шмырова) — выпускница философского факультета Ростовского университета[2]
  - Сын — Николай Николаевич Миловидов — архитектор, сооснователь бюро UNK и студии AQ[2]
- Двоюродный брат — Дмитрий Владимирович Сарабьянов (1923—2013) — советский и российский искусствовед[2]

## Сочинения
- Н. Н. Миловидов, В. А. Осин, М. С. Шумилов. Реконструкция жилой застройки. — М.: Высшая школа, 1980.
- Н. Н. Миловидов. Архитектурная модернизация планировки квартир исторически ценных жилых комплексов. — М.: Всесоюзный заочный инженерно-строительный институт, 1981.
- Н. Н. Миловидов. Основы архитектурной композиции. — М.: Всесоюзный заочный инженерно-строительный институт, 1981.
- Н. Н. Миловидов, Б. Я. Орловский, А. Н. Белкин. Архитектура гражданских и промышленных зданий. Гражданские здания. — М.: Высшая школа, 1987.
- Н. Н. Миловидов, Б. Я. Орловский. Жилые здания. — М.: Высшая школа, 1987.
- С. Н. Булгаков, В. М. Бондаренко, Ю. Я. Кувшинов, А. М. Курзанов, Н. Н. Миловидов, Г. Л. Осипов, А. А. Пичугин, А. И. Цейтлин. Теория здания. — М.: Издательство Ассоциации строительных вузов, 2007. — Т. 1 : Здание - оболочка. — ISBN 978-5-93093-518-9.